# 阪堺大橋
阪堺大橋（はんかいおおはし）は、大阪府の大和川に架かる大阪府道29号大阪臨海線（新なにわ筋）の橋。

## 初代
1927年（昭和2年）、阪堺電鉄（通称：新阪堺、のちの大阪市電阪堺線）の建設にともなって架設。道路の中央部に軌道を持つ橋で、大阪市と堺市間の交通事情を飛躍的に充実させる存在となった。
1934年（昭和9年）9月21日、室戸台風の高潮や暴風雨により、阪堺大橋周辺も水没。火葬場の処理能力を超える死者が出たため、遺体は阪堺大橋の上に一時寝かされることとなった。遺体が並べられた長さは約100mの長さに及んだ。
1968年（昭和43年）、大阪市電が廃止されて道路専用橋に改造された。

## 二代目
1980年代に橋の架け替えが進められる中で、初代の橋を仮橋代わりに利用しながら工事が進められることとなった。初代の橋は1983年（昭和58年）までに撤去され、二代目の橋は1986年（昭和61年）に完成した。

### 諸元
- 橋長：223.96m
- 幅員：30.00m
- 形式：桁橋（連続桁）